# شون بيرن (كاتب)
شون بيرن (بالإنجليزية: Sean Byrne)‏ هو كاتب سيناريو ومخرج أسترالي، ولد في القرن العشرين في تاسمانيا في أستراليا.

## وصلات خارجية
- شون بيرن على موقع IMDb (الإنجليزية)
- شون بيرن على موقع قاعدة بيانات الفيلم (الإنجليزية)